# Фомина, Людмила Павловна
Людмила Павловна Фомина (30 июня 1931, Орджоникидзе, Донецкая область — 28 января 2018) — юрист, специалист по аграрному (земельному) праву; выпускница юридического факультета Ростовского государственного университета (1955), доктор юридических наук с диссертацией о праве землепользования в социалистических странах (1983); ведущий научный сотрудник Института государства и права РАН (1990); автор статей в «Юридической энциклопедии»; член-корреспондент Института международного и сравнительного аграрного права во Флоренции.

## Работы
Людмила Фомина являлась автором и соавтором более 100 научных публикаций, включая несколько монографии; она специализировалась, в основном, на советском и российском, а также — международном, аграрном праве. Её работы также были посвящены теоретическим проблемам государства и права, вопросам конституционного права и юридическим проблемам государственного управления:
- «Право землепользования в европейских социалистических странах» (М., 1975)
- «Критика современных буржуазных аграрно-правовых теорий» (М., 1972; в соавторстве)
- «Земельное законодательство зарубежных стран» (М., 1982; в соавторстве)
- «Правовой режим земель в СССР» (М., 1984; в соавторстве)
- «Земельный вопрос» (М., 1999; в соавторстве)
- «Основы земельно-правового строя современной России: подход к проблеме» (Saarbrücken, 2014)